# 陆伊腾
陆伊腾  (英語：Darren Lok Yee Deng)，(1991年9月18日—)是一位出生于英格兰的马来西亚职业足球运动员，司职前锋或边锋。目前效力于马来西亚超级足球联赛俱乐部沙巴。

## 俱乐部生涯

### 伊斯特本市足球會
陆伊腾出生于东萨塞克斯郡拥有马来西亚血统，在伊斯特本市足球會展开他的职业生涯。在2012年被队伍提拔至一队，于2012–13赛季被租借至贺森，但由于俱乐部人员问题他被租借两场就被召回。

### 柔佛DT
在2015–16赛季结束后，陆伊腾收到了来自|柔佛DT II的邀请，虽然他拥有马来西亚血统但根据马来西亚足总他需要获得马来西亚身份证、马来西亚护照才可以以马来西亚本土球员注册，也因为申请护照延迟导致他的注册被推迟。2016年9月陆伊腾成功的获得护照，也代表他能以马来西亚本土球员参加马来西亚联赛以及代表马来西亚国家足球队。在赛季结束后他为柔佛DT II上了4场比赛，打进1个进球。2017年赛季柔佛DT主教练羅拔圖·卡路士·馬里奧·高美斯宣布将他提拔至一线队。2018年赛季和2019年赛季因陆伊腾无法获得足够的出场时间，多数被俱乐部下方至二队参加马来西亚首要足球联赛。

### 登嘉楼
2020年陆伊腾正式离开柔佛DT，转而加盟马来西亚超级足球联赛的登嘉楼。

### 八打靈再也市
2020年12月，八打灵再也市俱乐部宣布从登嘉樓签下陆伊腾。

## 国家队生涯
陆伊腾的父亲是马来西亚人所以他具备代表马来西亚国家足球队，2016年他首次被马来西亚国家队征召。